# Brier (Washington)
Brier es una ciudad ubicada en el condado de Snohomish en el estado estadounidense de Washington. En el año 2000 tenía una población de 6.410 habitantes y una densidad poblacional de 1.157,0 personas por km².

## Geografía
Brier se encuentra ubicada en las coordenadas 47°47′24″N 122°16′23″O / 47.79000, -122.27306.

## Demografía
Según la Oficina del Censo en 2000 los ingresos medios por hogar en la localidad eran de $73.558, y los ingresos medios por familia eran $77.226. Los hombres tenían unos ingresos medios de $52.407 frente a los $37.697 para las mujeres. La renta per cápita para la localidad era de $26.675. Alrededor del 1,8% de la población estaban por debajo del umbral de pobreza.